# Ryan Hoover
Ryan James Hoover (Peoria, 4 aprile 1974) è un ex cestista statunitense naturalizzato belga, professionista in Europa.
Soprannominato "il Soldato", è un giocatore che può ricoprire sia il ruolo di guardia tiratrice, sia all'occorrenza quello di playmaker.
La sua specialità è il tiro da tre punti: nelle sue prime sei stagioni italiane ha sempre ottenuto una percentuale superiore al 40% in questa specialità.

## Carriera
Dopo un quadriennio universitario presso l'istituto americano di Notre Dame, approda alla sua prima squadra da professionista, i Sioux Falls Skyforce. Nel gennaio 1999 passa ai Rockford Lightning (campionato CBA), la squadra della città dell'Illinois nella quale risiede. Continua la trafila in patria, prima con una breve esperienza ai Gulf Coast Sun Dogs (USBL) e successivamente tornando a Rockford. Disputerà ancora 9 partite con la maglia dei Gulf Coast Sun Dogs, salvo poi firmare per la stagione 2000-01 in ABA con gli Indiana Legends. Nel 2001 si lega per la prima volta ad un club non statunitense: il Bravos de Portuguesa, squadra con la quale disputa la finale del campionato venezuelano.
La prima esperienza italiana avviene nella stagione 2001-02, dove gioca il campionato di serie A con la maglia di Cantù, dove nei 16,4 minuti di utilizzo segna 7,8 punti, gran parte di questi frutto di tiri da tre punti.
Nel 2002-03 passa in Legadue a Teramo, dove assieme a Mario Boni si rende trascinatore nella promozione in massima serie, al termine dei playoff.
La stagione successiva approda invece a Montecatini dove si conferma ad alti livelli e contribuisce al quarto posto in campionato, arrivando con la compagine toscana alle semifinali playoff.
Il soldato Ryan è di scena nel 2004-05 a Capo d'Orlando, dove raggiunge una storica promozione in serie A, classificandosi al primo posto in classifica con il club siciliano e vincendo anche la Coppa Italia di LegaDue. Memorabile la prestazione contro la Pepsi Caserta, 44 punti segnati con 12/18 nel tiro da tre.
Nell'estate 2005 si lega ai francesi del Nancy, giocando 12 partite nel campionato Pro A, salvo poi rescindere il contratto a dicembre e tornare ancora una volta in Legadue italiana, questa volta all'Edimes Pavia. Nel novembre del 2006 si accorda invece con la Fileni Jesi, dove resterà per due stagioni confermandosi cecchino implacabile. Con la squadra marchigiana arriva alla finale playoff contro la Pepsi Caserta; dopo aver perso le prime due gare in trasferta, Jesi vince gara-3 in casa, ma in gara-4 i casertani espugnano il PalaTriccoli. In particolare Hoover sbaglierà il tiro da tre della vittoria; quantomeno curioso il fatto che l'anno precedente un suo tiro da tre allo scadere avesse eliminato dai playoff proprio Caserta.
Ritornerà poi a Teramo nell'annata 2008-09 per disputare la serie A, seguendo in terra d'Abruzzo il coach dell'esperienza jesina Andrea Capobianco e contribuendo come specialista uscendo dalla panchina al raggiungimento del terzo posto in regular season.
Nel 2008 ha ottenuto il passaporto belga.

## Palmarès
- Coppa Italia di Legadue: 2
 Orlandina: 2005
 Jesi Academy: 2008